# المدرسة الخسروية
المدرسة الخُسْرَوِيَّة أو الخُسْرُوِيَّة أو الخُسْرُفِيَّة هي أول مدرسة بنيت في مدينة حلب السورية في عهد الدولة العثمانية.
تقع المدرسة الخسروية في محلة السفاحية غرب قلعة حلب مباشرة ولا يفصل بينهما سوى الطريق المحيط بالقلعة.

## تاريخ المدرسة

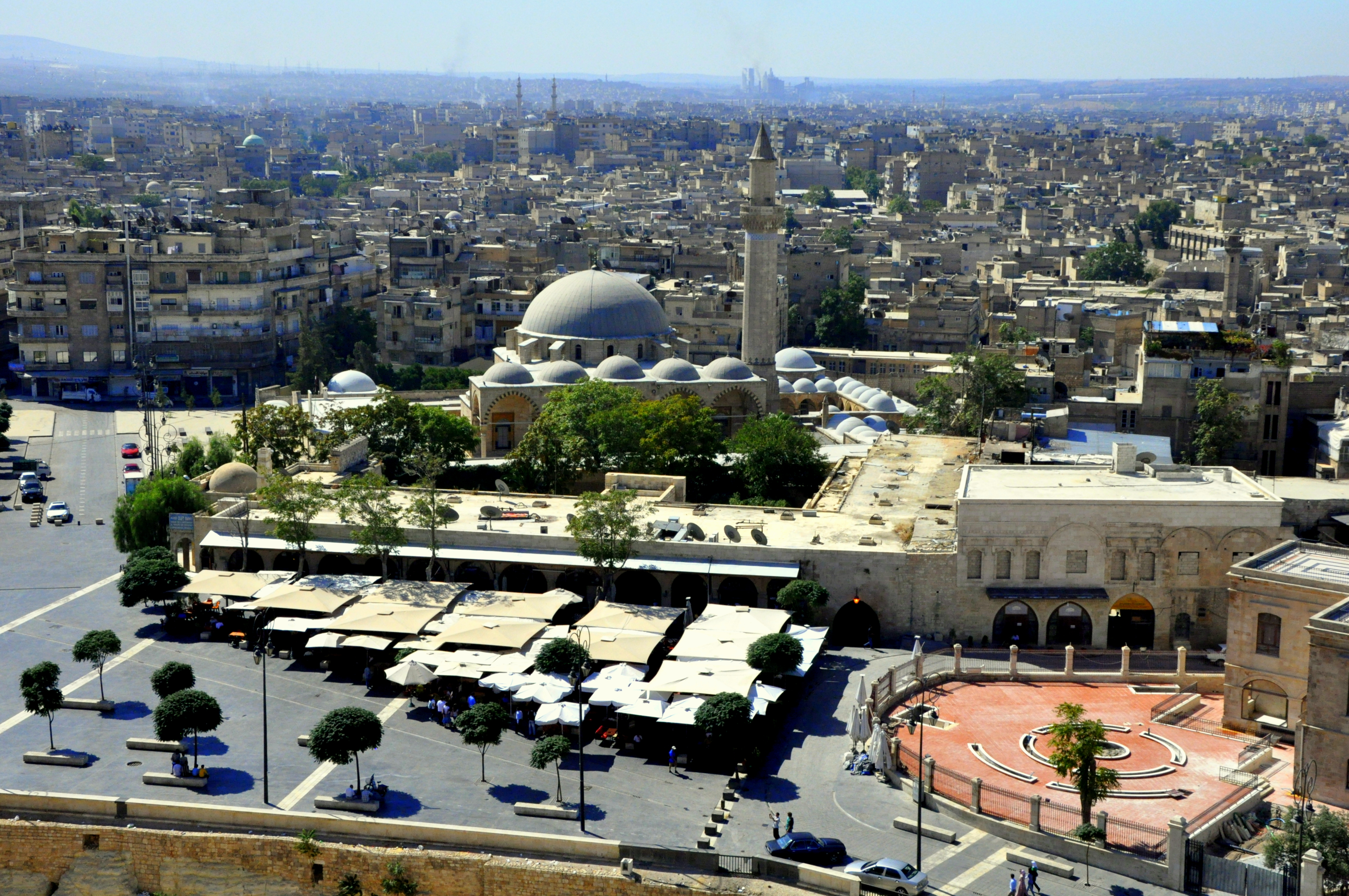

أوصى والي حلب خسرو بن سنان باشا مولاه  فروخ بن عبد المنان الرومي بإنشاء هذه المدرسة عام 1546 م 951 هـ.
صمم المدرسة المعماري العثماني الشهير المعمار سنان باشا
تهدمت المدرسة في زلزال حلب 1237 هـ، فأهملت وأصبحت مأوى للفقراء والذين تهدمت بيوتهم. وبقي الحال على ذلك إلى سنة 1302هـ. حيث اهتم بها والي حلب جميل باشا فرمم القبلية. وفي سنة 1330هـ. جددت المدرسة بمساعي الشيخ رضا الزعيم الدمشقي الذي كان قيماً عليها. وعندما وقعت الحرب العالمية الأولى (1333هـ) شغل هذا المكان بالعسكر والذخيرة كغيره من المساجد والمعابد والمدارس في حلب. وفي سنة 1337هـ شغل ببعض فقراء المغاربة والجركس وصاروا يتخذون طعامهم داخل الحجرات فاسودت الجدران من الأوساخ والدخان. أعيد افتتاح المدرسة سنة 1340ه بمساعي مدير الأوقاف حينها يحيى الكيالي وأعاد ترميمها وأتم الحجرات في الجهة الشرقية حيث أنها لم تكن مكتملة، وبنى قسطل ماء في آخر الرواق الشمالي من الجهة الشرقية. وإلى يمين الباب الغربي للمدرسة ست حجرات كانت مطبخاً للمدرسة وقد علتها الأوساخ والدخان فرفعت الفواصل بين أربعة منها وجعلت قاعة واسعة للمطالعة، والحجرتان الباقيتان صارتا لمدير المدرسة وناظرها. وفرشت الأرض بالرخام. وكان حاكم دولة حلب ذلك الوقت (1342 هـ) مرعي باشا الملاح قد أهدى لهذه المدرسة /120/كتاباً قيماً. وتعرف اليوم باسم الثانوية الشرعية، وقد أطلق عليها لقب – أزهر حلب – ومن المعروف أن جزءاً من هذه المدرسة بني على أنقاض المدرسة الأسدية التي سبق ببنائها أسد الدين شيركوه.
وفي عام 1959 م أعيد تنظيم التعليم الشرعي في مدينة حلب ودمجت بعض المدارس الشرعية (الشعبانية)، فتحولت فأطلق على المدرسة الخسروية اسم الثانوية الشرعية وأدخل على منهاجها بعض التعديل وهي ما تزال إلى يومنا هذا ماضية قدما في تدريس العلوم الشرعية حيث يدرس فيها الطالب بدءاً من الصف السابع ويتخرج منها بعد حصوله على الشهادة الثانوية الشرعية.

## وصف المدرسة
تتألف قبلية المدرسة من قاعة كبيرة مربعة بطول (16) متر ذات قبة ارتفاعها (21) متر كتب عليها أسماء الله الحسنى وزينت شبابيكها من الأعلى بقطع من القاشاني البديعة وقامت في الجانب الجنوب الغربي منارة رشيقة طويلة مستديرة الشكل زُينت في أعلاها بحزام من ألواح القاشان، وتمتاز المدرسة بمحرابها الجميل ذا الرخام الملون وبزخرفة أحجار منبرها، ويوجد أيضاً رواق مقبب بست قبب أمام القبلية، وعلى طرفي مدخل الباب تحت قنطرته العظيمة عامودان من الرخام بنقوش بديعة. وفيها الزاوية المعروفة بزاوية الشيخ تراب.
خرجت هذه المدرسة عددا كبيرا من العلماء الذين تفخر بهم مدينة حلب نذكر منهم:
- الدكتور مصطفى الزرقا.
- الشيخ محمد النبهان.
- الشيخ محمد نجيب خياطة.
- الدكتور الشيخ معروف الدواليبي.
- الشيخ عبد الفتاح أبو غدة.
- الشيخ عبد الوهاب سكر.
- الشيخ محمد أديب حسون.
- الشيخ إبراهيم السلقيني مفتي حلب.
- الشيخ محمد الجبريني.
- الشيخ محمد الحكيم.
- الشيخ ناجي أبوصالح
- الأستاذ عمر يحيى.
- الشيخ نجيب خياطة.
- الدكتور محمد ريحاوي.
- الدكتور ظافر أبو ريشة.
- الأستاذ نهاد هبراوي.
- الشيخ محمد زين العابدين الجذبة
- الشيخ أحمد القلاش.
- الدكتور أحمد بدر الدين حسون مفتي الجمهورية العربية السورية
- الدكتور محمد صهيب الشامي. مدير أوقاف حلب السابق
- الدكتور محمود عكام.
- الشيخ محمد نبيه سالم
- بكري الحلبي
- الشيخ محمد البكار التادفي

## الملاحظات
1. ↑   اختُلف في ضبط النطق بالراء بين الفتح والضم، ودرج الأكثر على الفتح استثقالًا منهم لضمةٍ بعدها واو. وكذلك كان بعضهم يلفظها: الخسرفية[2][3]